# JOE (Vlaanderen)
JOE (voorheen JOE FM en 4FM) is een Belgische commerciële radiozender van mediabedrijf DPG Media.
De zender draait met name hit-muziek afkomstig uit de jaren 1980 tot heden. In 2023 (cijfers september-december 2023) van het CIM behaalde JOE op dagbasis een gemiddeld marktaandeel van 11,66%.

## Geschiedenis
JOE FM werd opgericht op 1 april 2009 en nam daarbij de plaats in van het oorspronkelijk onafhankelijke 4FM, dat sinds 27 oktober 2001 actief was als landelijk commercieel radiostation (50 kW vanuit Egem) en na een eerste overname door Talpa Media in 2005 uiteindelijk in 2007 bij de Vlaamse Media Maatschappij (het huidige "DPG Media") belandde. Die laatste ging daardoor op dat moment de Vlaamse commerciële radiomarkt domineren, omdat het de enige andere landelijke commerciële zender (Q-music) in handen had. Er werd op een bescheiden opfrisbeurt na dan nauwelijks in 4fm geïnvesteerd. Doorheen de dag was er nagenoeg heel de tijd non-stop muziek te horen, met slechts nu en dan een tussenkomst door een presentator. Met de komst van commerciële concurrent Nostalgie in het voorjaar van 2008, een zender die met quasi hetzelfde muziekaanbod de 4fm-doelgroep rechtstreeks trachtte te bespelen, drong een nieuwe aanpak zich op. Een jaar later verdween 4fm van het toneel en lanceerde de Vlaamse Media Maatschappij in de plaats JOE fm, een radiozender die de presentatoren meer op de voorgrond plaatste. Een verscheidenheid aan programma's en acties zorgden voor een duidelijke identiteit. Enkele 4fm-medewerkers kregen een plek op JOE fm, maar door de jaren heen zijn vooral bekendere namen als vaste presentatoren aangetrokken vaak komende van zusterzender Qmusic.
Op 16 augustus 2016 werd JOE fm grondig vernieuwd. De voornaamste aanleiding was dat de zenderdoelgroep van dertigers en veertigers stilaan het muziekaanbod begon te ontgroeien. Robin Vissenaekens, tot dan presentator op JOE, ging als zendermanager aan de slag. (2016-2024). Robin Vissenaekens maakt in mei 2024 de overstap naar Mediahuis Radio en wordt programmadirecteur van Play Nostalgie, Nostalgie Plus en NRJ Group. Muziek van vóór de jaren 1980 werd nog vaak gespeeld maar was niet langer alleen relevant; tegelijkertijd was er meer vraag ontstaan naar hedendaagse muziek. Er werd van de gelegenheid gebruik gemaakt om ook de vormgeving van de zender te moderniseren. Dat had ook zijn weerslag op de naam, die het met het oog op de aankomende digitalisering van het radiolandschap voortaan zonder het achtervoegsel "fm" ging doen en gewoon werd ingekort tot JOE. De meest opvallende zet bij de vernieuwing werd een dagelijks ochtendprogramma met Sven Ornelis, die dat eerder 14 jaar lang succesvol bij Qmusic de ochtendshow verzorgde en Anke Buckinx, eveneens overgekomen van Qmusic. Voorts gingen bijna alle presentatoren op een ander tijdstip dan voorheen presenteren. Het team van presentatoren is ondertussen verstevigd met dj’s zoals Heidi Van Tielen, Kris Wauters, Ann Van Elsen, Evi Hanssen, Evi Geysels en Bart-Jan Depraetere.
Op 27 januari 2024 won JOE met de ochtendshow "Sven & Anke" de tweede editie van de Kastaars! mediaprijs voor Beste Radioprogramma, nadat ze ook in 2023 al op de shortlist voor deze prijs waren beland.

## Digitalisering
In 2018 ging JOE de digitale toer op en werden via DAB+ en internet diverse digitale themazenders gelanceerd:
- JOE Gold (DAB+ en online)
- JOE Easy (DAB+ en online)
- JOE 80s & 90s (DAB+ en online)
- JOE Top 2000 (online)
- JOE Lage Landen (online)
- JOE Christmas ( DAB+ en online vanaf november tot januari)

Op JOE Gold en JOE 80s & 90s is elke dag ook de ochtendshow Sven & Anke te horen. Op JOE Gold zijn er daarnaast nog andere gepresenteerde programma’s. Op de andere digitale themazenders wordt er non-stop muziek uitgezonden.

## Presentatoren

### Huidige presentatoren
- Jan Bosman (2009–heden)
- Anke Buckinx (2016–heden)
- Alain Claes (2009–heden)
- Rani De Coninck (2016–heden)
- Evi Geysels (2020–heden)
- Tess Goossens (2009–heden)
- Kris Mannaerts (2011–heden)
- Sven Ornelis (2016–heden)
- Alexandra Potvin (2009–heden)
- Carl Schmitz (2014–heden)
- Kenneth Stevens (2016–heden)
- Raf Van Brussel (2009–heden)
- Dieter Vandepitte (2020–heden)
- Ann Van Elsen (2017–heden)
- Kris Wauters (2017–heden)
- Brecht Vanmeirhaeghe (2018–heden)
- Heidi Van Tielen (2010–2015, 2020–heden)
- Jelle Cleymans (2011, 2022)

### Vroegere presentatoren
- Johan Henneman (2009)
- Bart-Jan Depraetere (2020–2025)
- Sophie Dewaele (2009–2010)
- Kathy Pauwels (2009–2010)
- Bert Geenen (2009–2011)
- Robin Vissenaekens (2012–2016)
- Michel Follet (2009–2016)
- Laurens Pays (2013–2016)
- Jo Van Belle (2013–2016)
- Tony Talboom (2012–2016)
- Els De Craecker (2009–2017)
- Herbert Bruynseels (2009–2017)
- Luk Alloo (2016–2017)
- Truus Druyts (2009–2017)
- Bjorn Verhoeven (2012–2018)
- Nathalie Delporte (2014–2019)
- Leen Demaré (2009–2019)
- Peter Verhoeven (2018–2019)
- Sofie Santermans (2011–2020)
- Born Meirlaen (2017–2020)
- Evi Hanssen (2017–2021)
- Elke Van Mello (2011–2021)
- Anne Paulissen (2018–2023)
- Lenke Van Olmen (2012-2025)

### Overzicht
| Presentator          | 2009 | 2010 | 2011 | 2012 | 2013 | 2014 | 2015 | 2016 | 2017 | 2018 | 2019 | 2020 | 2021 | 2022 | 2023 | 2024 |
| -------------------- | ---- | ---- | ---- | ---- | ---- | ---- | ---- | ---- | ---- | ---- | ---- | ---- | ---- | ---- | ---- | ---- |
| Johan Henneman       |      |      |      |      |      |      |      |      |      |      |      |      |      |      |      |      |
| Sophie Dewaele       |      |      |      |      |      |      |      |      |      |      |      |      |      |      |      |      |
| Kathy Pauwels        |      |      |      |      |      |      |      |      |      |      |      |      |      |      |      |      |
| Bert Geenen          |      |      |      |      |      |      |      |      |      |      |      |      |      |      |      |      |
| Michel Follet        |      |      |      |      |      |      |      |      |      |      |      |      |      |      |      |      |
| Els De Craecker      |      |      |      |      |      |      |      |      |      |      |      |      |      |      |      |      |
| Herbert Bruynseels   |      |      |      |      |      |      |      |      |      |      |      |      |      |      |      |      |
| Truus Druyts         |      |      |      |      |      |      |      |      |      |      |      |      |      |      |      |      |
| Leen Demaré          |      |      |      |      |      |      |      |      |      |      |      |      |      |      |      |      |
| Raf Van Brussel      |      |      |      |      |      |      |      |      |      |      |      |      |      |      |      |      |
| Alexandra Potvin     |      |      |      |      |      |      |      |      |      |      |      |      |      |      |      |      |
| Tess Goossens        |      |      |      |      |      |      |      |      |      |      |      |      |      |      |      |      |
| Alain Claes          |      |      |      |      |      |      |      |      |      |      |      |      |      |      |      |      |
| Jan Bosman           |      |      |      |      |      |      |      |      |      |      |      |      |      |      |      |      |
| Heidi Van Tielen     |      |      |      |      |      |      |      |      |      |      |      |      |      |      |      |      |
| Jelle Cleymans       |      |      |      |      |      |      |      |      |      |      |      |      |      |      |      |      |
| Sofie Santermans     |      |      |      |      |      |      |      |      |      |      |      |      |      |      |      |      |
| Elke Van Mello       |      |      |      |      |      |      |      |      |      |      |      |      |      |      |      |      |
| Kris Mannaerts       |      |      |      |      |      |      |      |      |      |      |      |      |      |      |      |      |
| Lenke Van Olmen      |      |      |      |      |      |      |      |      |      |      |      |      |      |      |      |      |
| Tony Talboom         |      |      |      |      |      |      |      |      |      |      |      |      |      |      |      |      |
| Robin Vissenaekens   |      |      |      |      |      |      |      |      |      |      |      |      |      |      |      |      |
| Bjorn Verhoeven      |      |      |      |      |      |      |      |      |      |      |      |      |      |      |      |      |
| Laurens Pays         |      |      |      |      |      |      |      |      |      |      |      |      |      |      |      |      |
| Jo Van Belle         |      |      |      |      |      |      |      |      |      |      |      |      |      |      |      |      |
| Nathalie Delporte    |      |      |      |      |      |      |      |      |      |      |      |      |      |      |      |      |
| Carl Schmitz         |      |      |      |      |      |      |      |      |      |      |      |      |      |      |      |      |
| Luk Alloo            |      |      |      |      |      |      |      |      |      |      |      |      |      |      |      |      |
| Sven Ornelis         |      |      |      |      |      |      |      |      |      |      |      |      |      |      |      |      |
| Kenneth Stevens      |      |      |      |      |      |      |      |      |      |      |      |      |      |      |      |      |
| Rani De Coninck      |      |      |      |      |      |      |      |      |      |      |      |      |      |      |      |      |
| Anke Buckinx         |      |      |      |      |      |      |      |      |      |      |      |      |      |      |      |      |
| Born Meirlaen        |      |      |      |      |      |      |      |      |      |      |      |      |      |      |      |      |
| Evi Hanssen          |      |      |      |      |      |      |      |      |      |      |      |      |      |      |      |      |
| Ann Van Elsen        |      |      |      |      |      |      |      |      |      |      |      |      |      |      |      |      |
| Kris Wauters         |      |      |      |      |      |      |      |      |      |      |      |      |      |      |      |      |
| Peter Verhoeven      |      |      |      |      |      |      |      |      |      |      |      |      |      |      |      |      |
| Anne Paulissen       |      |      |      |      |      |      |      |      |      |      |      |      |      |      |      |      |
| Brecht Vanmeirhaeghe |      |      |      |      |      |      |      |      |      |      |      |      |      |      |      |      |
| Bart-Jan Depraetere  |      |      |      |      |      |      |      |      |      |      |      |      |      |      |      |      |
| Evi Geysels          |      |      |      |      |      |      |      |      |      |      |      |      |      |      |      |      |
| Dieter Vandepitte    |      |      |      |      |      |      |      |      |      |      |      |      |      |      |      |      |

## Speciale programma's en acties
- De camper van Sven & Anke[5]
- Pakje van je Hart
- De lach van JOE
- JOE Top 2000
- De grote verzoekweek
- 90's Top 500
- 80's Top 1000
- 70's Top 700
- Openingsdans Top 100
- Kerst Top 100
- De Hittelijst
- Franse Top 150
- Amerikaanse Top 120
- Disney Top 30
- 60's Top 600
- Party Top 1000

## JOEkes Live
In de beginjaren organiseerde JOE regelmatig opnames voor het programma JOEkes. Luisteraars konden zo'n opname bijwonen in de JOE-studio. Telkens kwamen er vier moppentappers moppen vertellen. Leen Demaré modereerde. Alle moppentappers op een rijtje: Sam Gooris, Walter Grootaers, Sergio, Jo Vally, Martin De Jonghe, Gili, David Davidse, Rob Vanoudenhoven en Brik Van Dyck.
Op 3 juli 2010 organiseerde JOE ook een JOEkes Live XL, een groot comedyfestival in Brugge. Onder andere Freddy De Vadder, Henk Rijckaert en Bert Kruismans stonden op het podium.

## Nederland
Op 1 april 2019 startte JOE in Nederland als internetzender. Vanaf 1 mei 2022 was de zender ook via DAB+ te ontvangen. Per 1 september 2023 is JOE de tweede landelijke zender van DPG Media in Nederland. Het station zendt sindsdien op de FM uit.

## Pay-off
- The smile, the music (2009-2012)
- You greatest hits (2012-2016)
- All the way (2016-2023)
- Good times, great music (2023-heden)

## Beeldmerk

Van 16 augustus 2016 t/m 3 september 2023
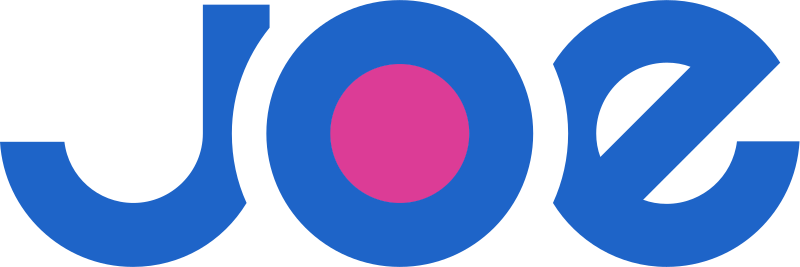
Sinds 4 september 2023